# 在朝鮮日本郵便局
在朝鮮日本郵便局（ざいちょうせんにほんゆうびんきょく）とは、明治時代に日本が朝鮮半島に設置していた郵便局である。

## 概要

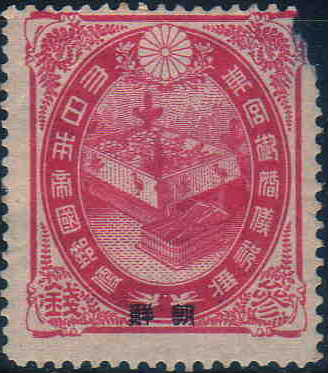
1900年に発行された「朝鮮」の文字を入れた記念切手

1876年、日本と朝鮮の間に日朝修好条規が締結され、これにより日本は釜山に居留地を獲得した。この時設置された政府機関のひとつに郵便局があった。日朝間の郵便物交換の便宜を図るためであったが、これは当時の朝鮮には近代的郵便事業が行われていなかったためであり、朝鮮半島に近代的な郵便事業が実施された最初の事例である。
1876年11月10日の釜山郵便局を皮切りに、1880年に元山、1883年に仁川、1888年に漢城と朝鮮各地に日本による郵便局が設置された。これらの郵便局では日本切手がそのまま使用されており、現地通貨で販売されていた。ただし、1900年1月1日から1901年3月31日まで日本で使用されないようにするため、「朝鮮」と文字を入れた加刷切手が使われていた。
朝鮮では1884年に洪英植の指導の下で近代的郵便事業が開始されていたが、甲申政変の影響で閉鎖された。1895年には再開され、1900年には万国郵便連合に加盟した。1905年には日韓通信業務合同によって朝鮮半島全土の郵便事業が日本に接収され、在朝鮮日本郵便局に一本化された。